# Бартон (округ, Міссурі)
Шаблон:StateAbbr_ 37°30′ пн. ш. 94°20′ зх. д. / 37.5° пн. ш. 94.34° зх. д.
Округ  Бартон (англ. Barton County) — округ (графство) у штаті Міссурі, США. Ідентифікатор округу 29011.

## Історія
Округ утворений 1855 року.

## Демографія
За даними перепису 
2000 року 
загальне населення округу становило 12541 осіб, зокрема міського населення було 4385, а сільського — 8156.
Серед мешканців округу чоловіків було 6143, а жінок — 6398. В окрузі було 4895 домогосподарств, 3440 родин, які мешкали в 5409 будинках.
Середній розмір родини становив 3,04.
Віковий розподіл населення поданий у таблиці:
| Стать    | До 15 років | 15-21 | 22-29 | 30-39 | 40-49 | 50-65 | 65-85 | Понад 85 |
| -------- | ----------- | ----- | ----- | ----- | ----- | ----- | ----- | -------- |
| Чоловіки | 1447        | 644   | 560   | 788   | 926   | 908   | 762   | 108      |
| Жінки    | 1381        | 613   | 515   | 835   | 906   | 953   | 997   | 198      |

## Суміжні округи
- Вернон — північ
- Седар — північний схід
- Дейд — схід
- Джеспер — південь
- Кроуфорд, Канзас — захід

## Виноски
1. ↑  U.S. Decennial Census. United States Census Bureau. Архів оригіналу за 26 квітня 2015. Процитовано 13 листопада 2014.
2. ↑  Historical Census Browser. University of Virginia Library. Архів оригіналу за 11 серпня 2012. Процитовано 13 листопада 2014.
3. ↑  Population of Counties by Decennial Census: 1900 to 1990. United States Census Bureau. Архів оригіналу за 3 грудня 2014. Процитовано 13 листопада 2014.
4. ↑  Census 2000 PHC-T-4. Ranking Tables for Counties: 1990 and 2000 (PDF). United States Census Bureau. Архів оригіналу (PDF) за 18 грудня 2014. Процитовано 13 листопада 2014.
5. ↑  State & County QuickFacts. United States Census Bureau. Архів оригіналу за 6 липня 2011. Процитовано 7 вересня 2013. [Архівовано 2011-06-07 у Wayback Machine.](англ.) Наведено за англійською вікіпедією.
6. ↑  American FactFinder. Бюро перепису населення США. Архів оригіналу за 26 лютого 2012. Процитовано 31 січня 2008. [Архівовано 2008-05-21 у Wayback Machine.]

| США | Це незавершена стаття з географії США. Ви можете допомогти проєкту, виправивши або дописавши її. |